# پارک دهکده طلایی
پارک دهکده طلایی بوستانی درون شهری است که در آمل قرار دارد و بزرگترین بوستان استان مازندران است. این بوستان که به عنوان یکی از زیباترین بوستان‌های ایران هم نام برده می‌شود در سال ۱۳۷۲ احداث شد و محدوده آن از پل میر بزرگ تا پارک نارنجستان است. همچنین رودخانه هراز از کنار این بوستان می‌گذرد و پل معلق و پل دوازده چشمه در نزدیکی آن هستند.

## امکانات
- دریاچه و قایق
- شهربازی برای بزرگسالان و خردسالان
- باغ وحش
- پیست اسکیت
- پارکینگ
- پلاژ
- فست فود و مغازها و رستوران‌های متعدد و امکانات رفاهی بهداشتی

## جشنواره تابستانی پارک پاک آمل
جشنواره تابستانی پارک پاک شهرستان آمل تابستان سال ۱۳۹۲ در پارک دهکده طلایی آمل برگزار شد. مدیر اجرایی طرح فرهنگی "پارک پاک" در این باره گفته بود: طبق برنامه ریزی‌های انجام گرفته قرار شده است تا در طول فصل تابستان به مدت ۳ شب در هفته اجرای برنامه‌های فرهنگی داشته باشیم.

## نگارخانه

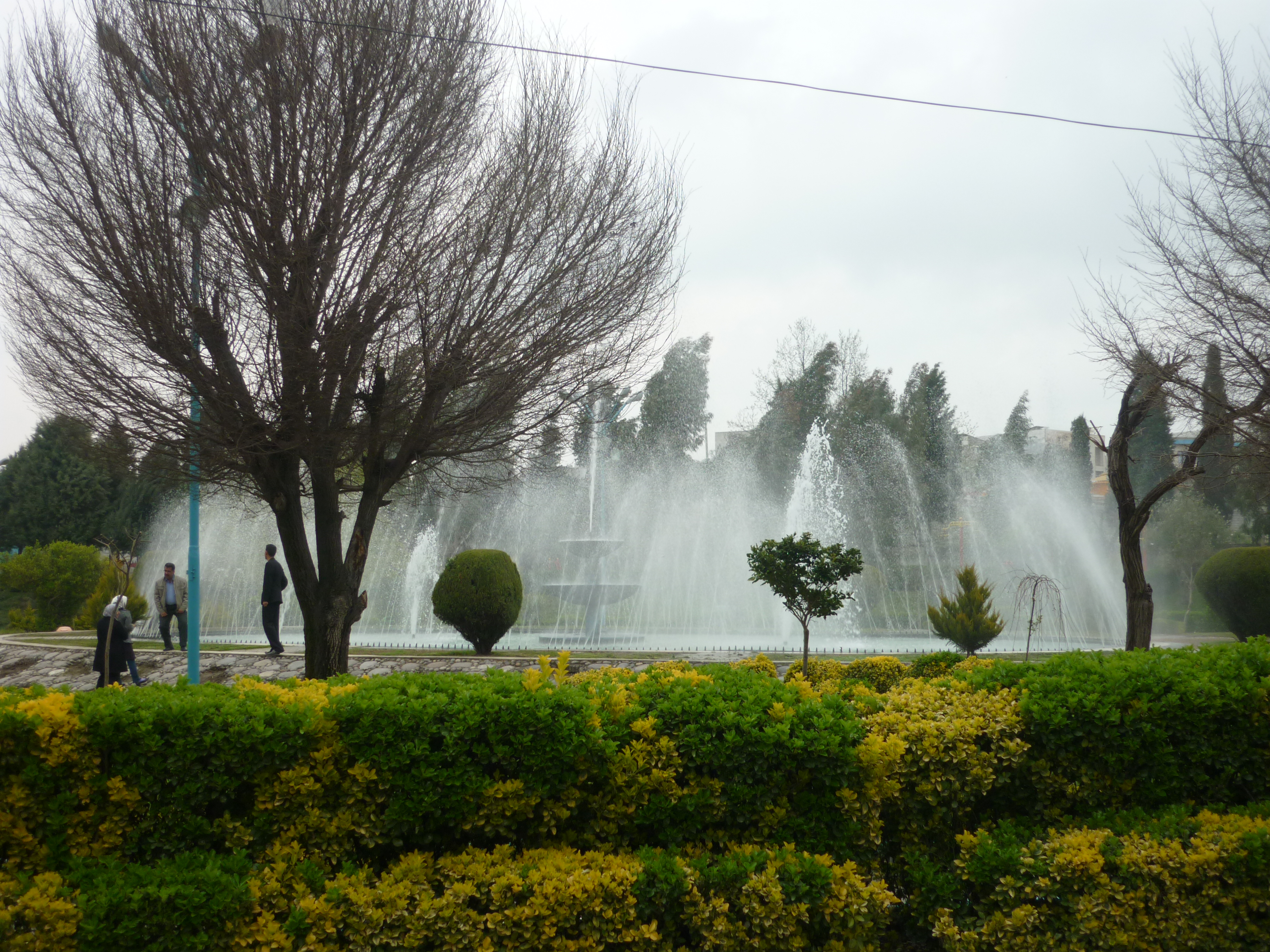
نمایی از آب نما وسط پارک
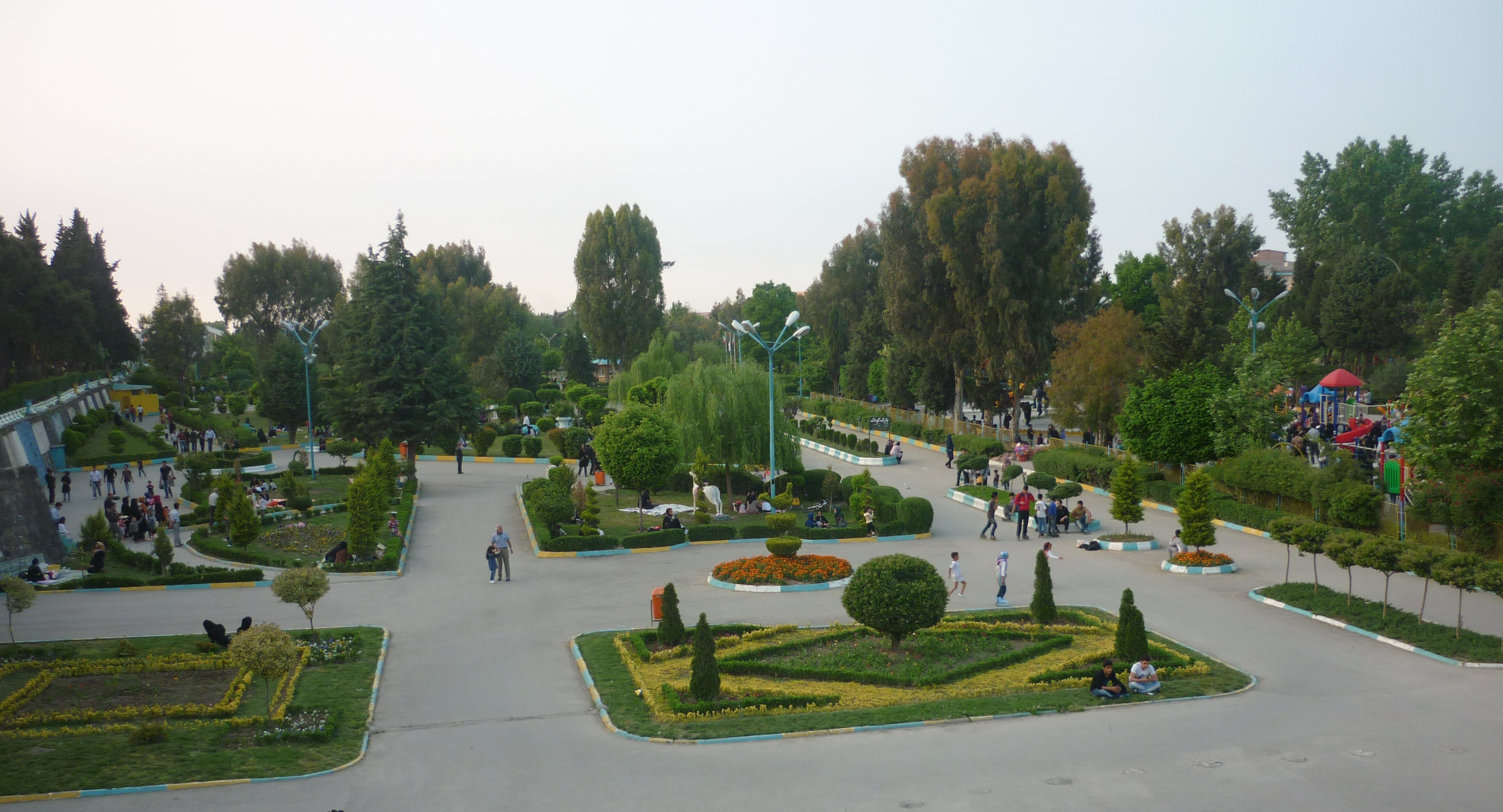
نمایی از پارک از روی پل میر بزرگ
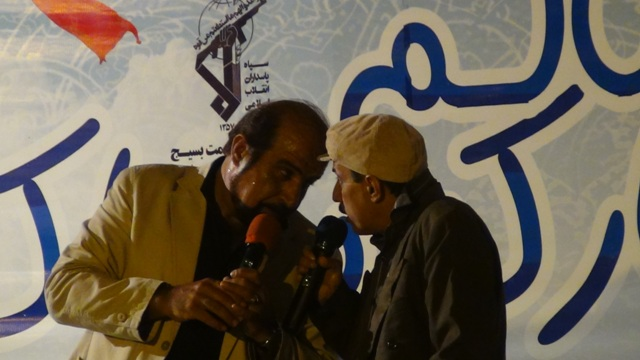
اجرای تئاتر در جشنواره تابستانی پارک پاک
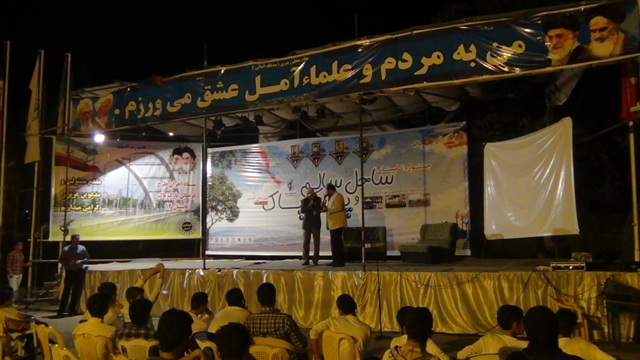
اجرای تئاتر گروه کمال الملک در پارک دهکده طلایی آمل
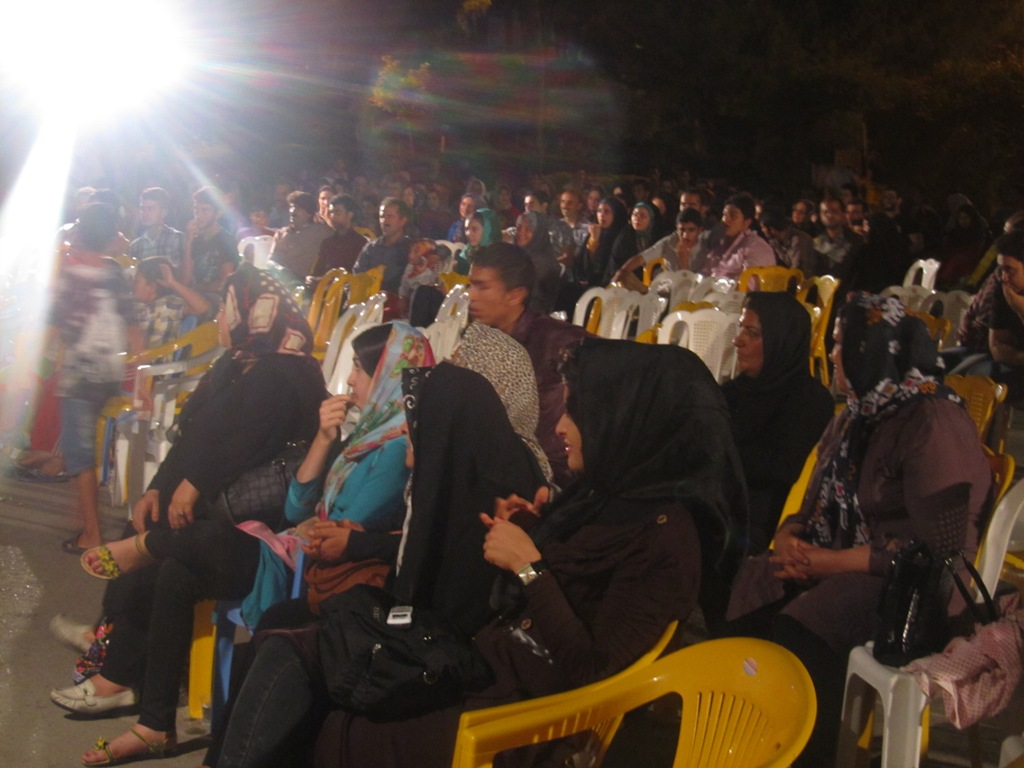
جشنواره تابستانی پارک دهکده طلایی آمل